# Anslag (musik)
Anslag betecknar inom musik sättet att initiera en ton eller ett slag på knäpp- slag- och tangentinstrument.

## Piano
För piano får anslaget en avgörande betydelse, då hela tonen skapas i anslagsögonblicket, och därefter inte kan påverkas. Anslaget modulerar både ljudstyrka och karaktär i tonen, där ett mjukt/svagt anslag ger en svagare ljudstyrka och en mer klockliknande klang, medan ett hårt/starkt anslag ger en starkare ljudstyrka och en kraftfullare och "aggressivare" klang. För elpianon som Fender Rhodes är denna variation i klangfärg från klocklik till aggressiv ännu mer uttalad.

## Synthesizer
De enklaste synthklaviaturerna saknar anslagskänsliga tangenter. Instrumentet fungerar då som en orgel och ger samma ljud/anslag oavsett om tangenterna trycks ned mjukt eller hårt. Detta gör att även om ett pianoljud av bra kvalitet är implementerat så saknas möjligheten att variera anslaget, vilket gör pianospelet "platt" och uttryckslöst och nästan oanvändbart.
Mer välutrustade synthklaviaturer har anslagskänsliga tangenter, och registrerar hur kraftigt och snabbt tangenten trycks ned. Om då de inspelade pianoljuden är tillgängliga för olika anslagskrafter kan en mycket hög grad av realism uppnås, där varierande anslagskrafter genererar ljud där både karaktär och ljudstyrka motsvarar anslaget.
Mer välutrustade synthklaviaturer kan ha så kallad aftertouch, där trycket på den nedtryckta tangenten registreras, och kan användas för att styra effekter, till exempel vibrato. I detta fall så påverkas därför tonen även efter anslagsögonblicket.

## Trummor och slagverk
För trummor och slagverksinstrument är anslaget avgörande för styrkan men även ljudkaraktären hos det skapade ljudet. Ljudet kan även påverkas genom val av olika sorters trumpinnar eller så kallade trumvispar, och olika typer av klubbor kan användas för slagverksinstrument.

## Knäppinstrument
För knäppinstrument som gitarr och banjo ger anslaget både ljudstyrka och karaktär åt tonen, men kan påverkas på fler sätt. Till exempel kan ett plektrum användas, strängen kan knäppas med fingrar eller anslås med ett brett anslag. Anslagets karaktär kan påverkas genom en samverkan med handen på instrumentets greppbräda, till exempel starkt dämpade och korta toner.
För elbas gäller att både volym och karaktär hos tonen påverkas av anslaget. En speciell genre är så kallad slap-bass(en) där ett extremt kraftigt anslag ger en kombination av ton- och rytmeffekter. Genrens upphov brukar tillskrivas Larry Graham.

## Andra instrument
Den inledande utformningen av en ton är av stor betydelse för många andra instrument som till exempel fiol och trumpet, men kallas där för ansats.